# Пермская губернская казённая палата
Пермская губернская казённая палата — учреждение министерства финансов Российской империи, учрежденный в Перми с образованием наместничества в 1781 году. Казённые палаты ведали государственными имуществом, винными откупами, сбором налогов и первоначально и строительной частью. Казённым палатам подчинялись уездные казначейства.

## История

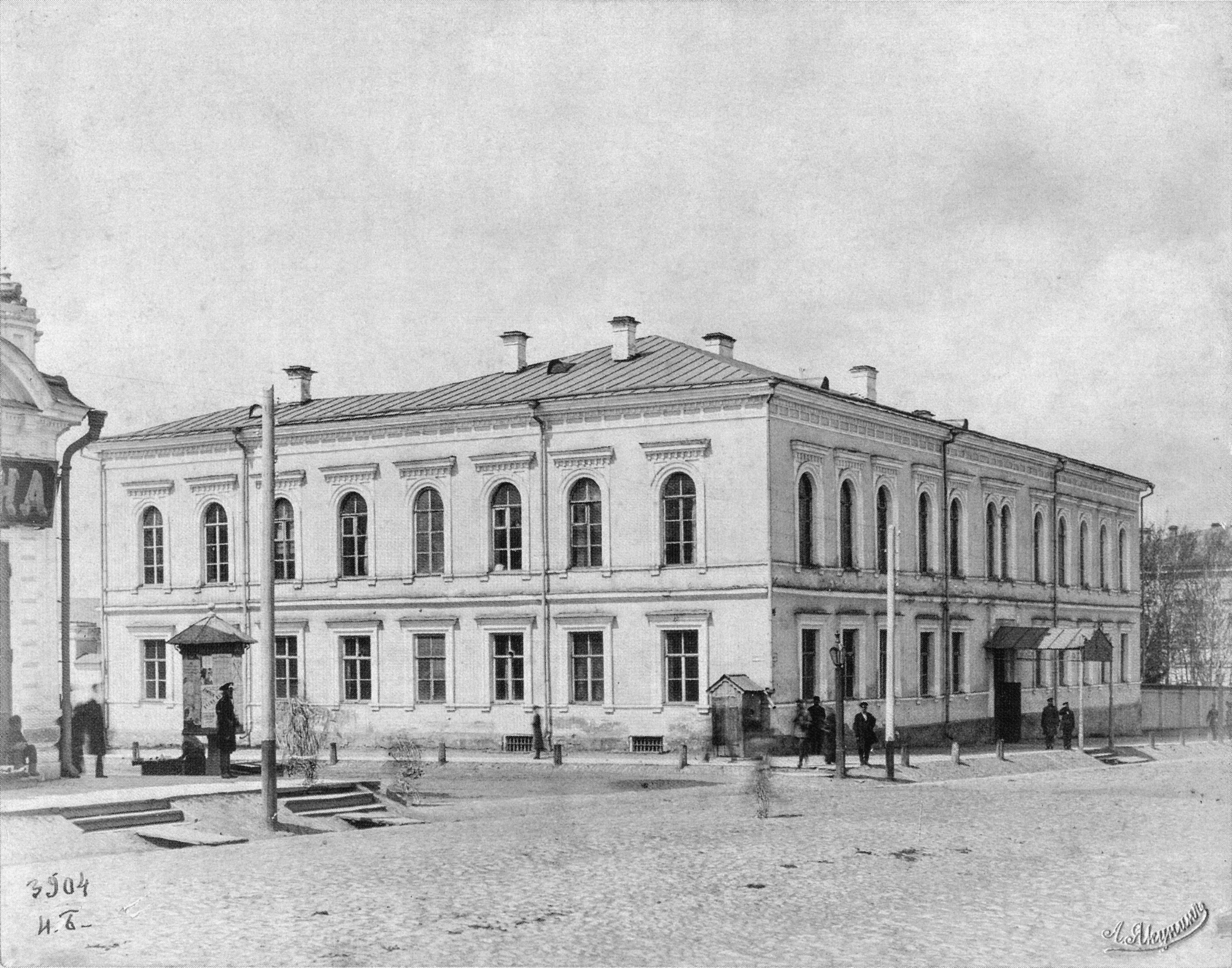
Пермская казённая палата до ремонта (фото Якунин А., 1887—1896 гг.)

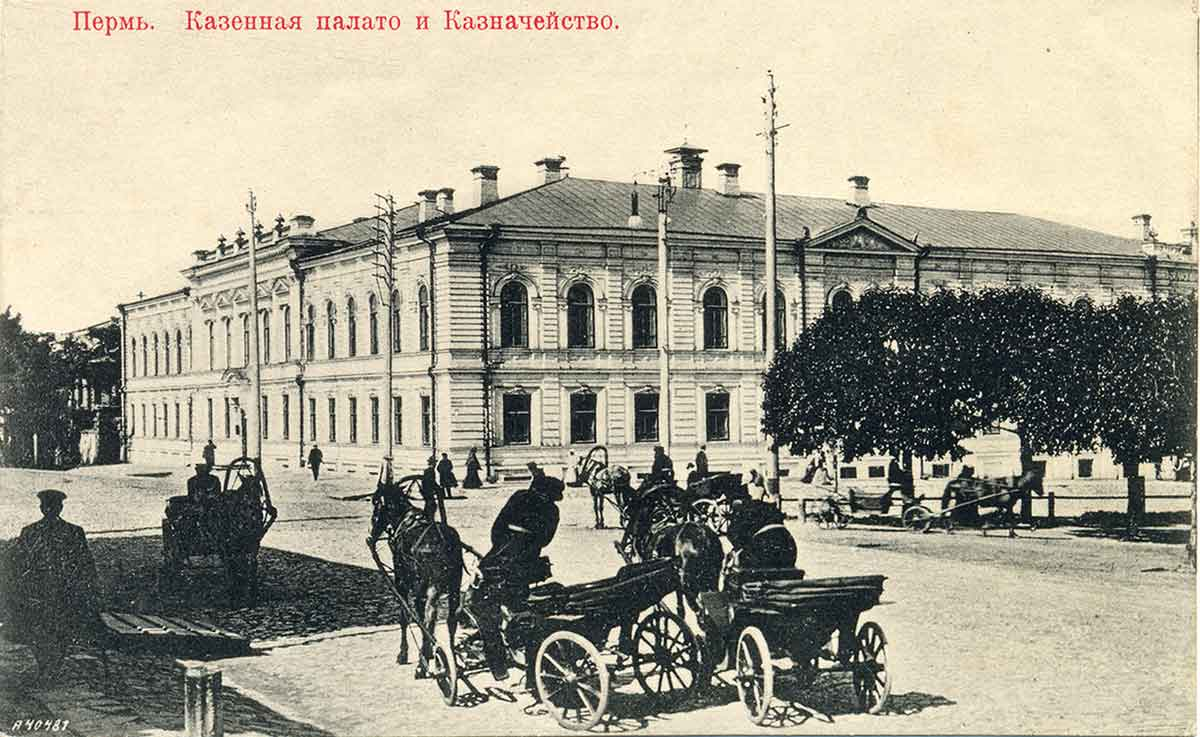
Пермская губернская казённая палата (фото 1902—1909 гг.)

Большое двухэтажное каменное здание было построено на углу улиц Покровской и Сибирской в 1820-х гг. Архитектором был предположительно И. И. Свиязев, а дом был построен для некоего Булгакова. Когда в Перми в 1827 г. была заново создана должность главного начальника Уральских заводов, здание было продано Булгаковым для берг-инспектора Богуславского, а после смерти последнего в доме проживал сменивший его Дитерих. После 1831 г. горное правление было переведено в Екатеринбург, и дом опустел.
После пожара 1842 года архитектор Р. И. Карвовский перестроил почти полностью уничтоженный дом на пересечении улиц Покровской (сегодня Ленина), 23 и Сибирской,15. Именно там с 1842 года и до 1917 года размещалась Пермская губернская казённая палата.
В 1896—1899 гг. здание прошло капитальный ремонт, а в октябре 1902 г. была подана заявка на строительство рядом с ним нового двухэтажного каменного здания казённой палаты и казначейства. В ноябре 1903 г. новая постройка была освящена.
После Октябрьской Революции 1917 г. губернская казённая палата была ликвидирована. В её здании в 1919—1923 гг. располагались губисполком и губком РКП(б). После того, как 3 ноября 1923 г. ЦИКом было принято постановление о создании Уральской области и придании Перми статуса окружного города, здесь до января 1934 г. размещался окрисполком. В 1931 г. к зданию были надстроены дополнительные 2 этажа.
В период 1934—1938 гг. Пермь находилась в составе Свердловской области, и в здании бывшей губернской казённой палаты работал Пермский горсовет. 3 октября 1938 г. Пермь снова получила статус областного города, и вплоть до 1975 г. в здании размещались сначала облисполком, потом — администрация города.
Ныне здесь располагаются Администрация г. Перми, Пермская городская Дума и другие учреждения.

## Интересные факты
- в начале XIX века советником Пермской губернской казённой палаты был сын известного русского художника французского происхождения — автора портретов императриц и русских вельмож — Жан-Луи де Велли.
- в 1810—1821 гг. советником Пермской губернской казённой палаты был российский военный историк Василий Николаевич Берх.[2]
- в 1824 г. в здании Пермской губернской казённой палаты во время пребывания в Перми проживал император Александр I.
- в 1861—1869 гг. работал помощником библиотекаря Пермской губернской казённой палаты писатель Фёдор Михайлович Решетников. Тогда он написал свои первые статьи «Скрипач» и «Библиотека чиновников Пермской губернской казённой палаты».